# Flurina Volken
Flurina Volken (* 7. September 1993) ist eine Schweizer Biathletin und ehemalige Skilangläuferin.
Flurina Volken startet für den SC Obergoms. Zunächst bestritt sie seit Ende des Jahres 2009 Junioren- und FIS-Rennen im Skilanglauf. Den grössten Erfolg erreichte sie in dieser Sportart bei den Schweizer Juniorenmeisterschaften, wo sie hinter Patricia Jost und Christa Jäger Dritte des Freistil-Sprints wurde. Seit der Saison 2012/13 startet sie auch im Biathlonsport, zunächst parallel zum Skilanglauf, seit der Saison 2013/14 ausschliesslich. 2013 nahm Volken in Obertilliach an ihren ersten Biathlon-Juniorenweltmeisterschaften teil und erreichte als beste Platzierung einen 43. Rang im Einzel. Ein Jahr später wurde sie in Presque Isle 33. des Einzels, 27. des Sprints, 37. der Verfolgung und mit Lena Häcki und Patricia Jost Staffel-Siebte. Bessere Platzierungen erreichte sie bei den Juniorinnenrennen der Biathlon-Europameisterschaften 2014 in Nové Město na Moravě: Im Einzel wurde sie 37., 17. des Sprints und 19. des Verfolgungsrennens.
Seit 2012 nimmt Volken auch an Rennen der Frauen teil. In Ridnaun debütierte sie im IBU-Cup und gewann als 35. eines Sprintrennens sofort Punkte. Ihre Bestleistung konnte sie bis 2014 auf einen elften Rang in einem Sprint in Ruhpolding verbessern. Zum Auftakt der Saison 2014/15 bestritt Volken ihre ersten Rennen im Biathlon-Weltcup. In Östersund wurde sie 84. des Einzels und 90. des Sprintrennens. Während das Ergebnis im Einzel bislang das beste Resultat in einem Einzelrennen blieb, konnte sie in Antholz 2015 mit Aita und Elisa Gasparin sowie Lena Häcki als Schlussläuferin der Schweizer Mannschaft im Staffelrennen als Achtplatzierte in ihrem dritten Staffeleinsatz erstmals eine einstellige Platzierung erreichen. Es war die beste Platzierung einer Schweizer Frauenstaffel überhaupt im Weltcup.
Ihre Mutter Marianne Irniger war als Skilangläuferin aktiv.

## Biathlon-Weltcup-Platzierungen
Die Tabelle zeigt alle Platzierungen (je nach Austragungsjahr einschliesslich Olympische Spiele und Weltmeisterschaften).
- 1.–3. Platz: Anzahl der Podiumsplatzierungen
- Top 10: Anzahl der Platzierungen unter den ersten zehn (einschliesslich Podium)
- Punkteränge: Anzahl der Platzierungen innerhalb der Punkteränge (einschliesslich Podium und Top 10)
- Starts: Anzahl gelaufener Rennen in der jeweiligen Disziplin
- Staffel: inklusive Mixed- und Single-Mixed-Staffeln

| Platzierung              | Einzel | Sprint | Verfolgung | Massenstart | Staffel | Gesamt |
| ------------------------ | ------ | ------ | ---------- | ----------- | ------- | ------ |
| 1. Platz                 |        |        |            |             |         |        |
| 2. Platz                 |        |        |            |             |         |        |
| 3. Platz                 |        |        |            |             |         |        |
| Top 10                   |        |        |            |             | 1       | 1      |
| Punkteränge              |        |        |            |             | 5       | 5      |
| Starts                   | 1      | 5      |            |             | 5       | 11     |
| Stand: 31. Dezember 2021 |        |        |            |             |         |        |